# Equip ciclista
Un equip ciclista és un grup de ciclistes que s'ajunten o són contractats per competir en proves de ciclisme, ja siguin professionals o amateurs. Els equips ciclistes són especialment importants en ciclisme en ruta, però també en ciclisme en pista i ciclocròs.

## Composició
Els equips ciclistes d'alt nivell tenen un personal especial encarregat de cada situació en carrera o als entrenaments.
- Hi ha uns entrenadors que ajuden l'equip a l'hora dels entrenaments.
- Hi ha un director general que supervisa els compromisos de l'equip i l'horari de la competició.
- L'equip té un director esportiu (o més d'un en equips grans) que viatja amb l'equip i planifica l'estratègia de l'equip durant les carreres.
- L'equip fa servir metges, massatgistes i terapeutes per tenir cura de la salut dels corredors i per assegurar que estan en condicions per competir sota diverses regulacions, com ara els relacionats amb el dopatge.
- Durant les carreres hi ha persones que es dediquen a preparar els aliments, roba... A més, compten amb mecànics que preparen les bicicletes o les reparen si pateixen desperfectes.

És habitual que algun dels directors esportius i entrenadors també facin altres funcions com a massatgista o mecànic.

## Patrocinadors
Cada equip té un patrocinador que dona el seu nom a l'equip (per exemple, el nom Discovery Channel Pro Cycling Team ve del nom del canal Discovery Channel). Quan el patrocinador canvia, el nom de l'equip també ho fa.
Perquè l'existència de l'equip no depengui exclusivament dels patrocinadors l'equip sol ser gestionat per una societat que és l'encarregada de la recerca de patrocinadors. Així per exemple, la societat Abarca Sports és la que gestiona l'equip Movistar Team i les seves anteriors denominaciones i els corredors tenen contracte amb aquesta societat i no amb el patrocinador.

## Tipus d'equips ciclistes
A nivell mundial existeixen milers d'equips ciclistes de tota mena. Els millors equips professionals s'agrupen a l'UCI ProTour per competir a l'UCI WorldTour, una competició ciclista impulsada per la Unió Ciclista Internacional.
El reglament és diferent per a cada disciplina ciclista